# Warnołty
Jezioro Warnołty (niem. Warnold See) – jezioro położone na terenie Mazurskiego Parku Krajobrazowego, na północny wschód od miejscowości Ruciane-Nida, w woj. warmińsko-mazurskim, w powiecie piskim, w gminie Ruciane-Nida. Jest długą (ponad 5 km) zatoką Śniardw.
Na północy jeziora leży Puszcza Piska, a na południu łąki i pola, które należą do wsi Wejsuny.
Na środku jeziora jest zalesiona Wyspa Warnowska, porośnięta starodrzewem sosnowym. Jezioro jest płytkie (maksymalna głębokość – 6,3 m, średnia głębokość – 2,5 m), zarośnięte w znacznej części roślinnością wodną z rozległymi podwodnymi łąkami osoki aloesowatej (Stratiotes aloides). Roślinność ta wraz z rozległymi szuwarami jest dogodnym miejscem gnieżdżenia się licznych gatunków ptaków wodnych. Na tym obszarze stwierdzono 38 gatunków lęgowych. Jest to zbiornik o płaskich, podmokłych brzegach, otoczonych szerokim pasem zarośli krzewiastych wierzb i silnie podtopionych olsów, jest zabagnione w wielu miejscach. Jezioro to stanowi rezerwat florystyczny i faunistyczny, który chroni rzadkie gatunki roślinności torfowej i bagiennej.
Warnołty to rezerwat krajobrazowo- ornitologiczny, który zajmuje powierzchnię 338 ha.
W rozległych trzcinowiskach wylęga się i bytuje wiele gatunków ptactwa błotnego, wodnego a także drapieżnego. Występują tu:
- łabędź niemy
- czapla siwa
- kaczka krzyżówka
- perkoz dwuczuby
- orzeł bielik
- kania ruda

W celu zapewnienia spokoju gnieżdżącym się ptakom, obowiązuje zakaz pływania po jeziorze oraz wędkowania.
Dostępność – stosunkowo dobra, w zachodniej części sporo bagien i terenów podmokłych.
Ośrodki – na terenie Popielna znajduje się port na Śniardwy i czarter łodzi "Pasat Czarter".
Brzegi – w większości zalesione, kompleksy leśne – zwłaszcza na terenie półwyspu, który otacza jezioro od strony zachodniej. Linia brzegowa rozwinięta z szerokim pasem roślinności przybrzeżnej.
Miejscowości przybrzeżne: Warnowo, Wejsuny i osada rybacka Mikołajki.
Na jeziorze obowiązuje strefa ciszy.
Zbiornik przechodzi w północnej części w jez. Śniardwy, z którym łączy się przez zatokę zwaną Szyba (inna nazwa to Syba, a po niemiecku Szybba See).
W południowej części znajduje się dopływ z jez. Wejsunek.
Jedna wyspa w części środkowej.
Przez jezioro przechodzi granica powiatów piskiego i mrągowskiego.
Warto zobaczyć:	Stacja badawcza PAN w Popielnie.